# Tomasz Słowianin
Tomasz Słowianin (także zwany Tomasz z Giazury) – przywódca powstania antyfeudalnego, które wybuchło w 821 roku na terenie Cesarstwa Bizantyjskiego. Oficer armii bizantyjskiej, potomek słowiańskich przesiedleńców do Azji Mniejszej.

## Powstanie
Swym zasięgiem objęło prowincje położone w Azji Mniejszej oraz dzięki słowiańskiej pomocy prowincje bałkańskie. Przyczyną zrywu było żądanie przywrócenia kultu obrazów, który 6 lat wcześniej ponownie został zakazany przez cesarza Leona V Armeńczyka. Chłopstwo domagało się także ochrony państwa przed warstwą nowych właścicieli ziemskich, zwanych dynatoi.
Owi dynatoi ujarzmiali wolnych rolników zmuszając ich do udzielania świadczeń oraz podporządkowując ich własnemu sądownictwu. Na skutek ataku chana Bułgarów Omurtaga w 823 roku i nieudanemu atakowi na Konstantynopol powstanie upadło. Po klęsce spotkało się z ogromnymi i krwawymi represjami na wsi wśród buntowników i ich rodzin. Tomasz Słowianin został stracony przez nabicie na pal.